# Grupo de simetria

Um tetraedro é invariante sob 12 rotações distintas, excluídas as reflexões. Elas são ilustradas aqui no formato de grafo de ciclos, conjuntamente com as rotações de 180° (setas azuis) e 120° de vértice (setas avermelhadas) que permutam o tetraedro através das posições. As 12 rotações formam o grupo (de simetrias) de rotação da figura.

Na teoria dos grupos, o grupo de simetria de um objeto geométrico é o grupo de todas as transformações sob as quais o objeto é invariante, tendo como operação do grupo a  composição. Tal transformação é um mapeamento invertível do espaço ambiente que leva o objeto em si mesmo e que preserva toda a estrutura relevante do objeto. Uma notação frequente para o grupo de simetrias de um objeto X é G = Sym(X).
Para um objeto em um espaço métrico, suas simetrias formam um subgrupo do grupo de isometria do espaço ambiente. Este artigo considera principalmente grupos de simetria na geometria euclidiana, mas o conceito também pode ser estudado para tipos mais gerais de estrutura geométrica.

## Introdução
Consideramos os "objetos" que possuem simetria como formas geométricas, imagens e padrões, tais como um padrão de papel de parede. Para a simetria de objetos físicos, pode-se também considerar sua composição física como parte do padrão. (Um padrão pode ser especificado formalmente como um campo escalar, uma função da posição com valores em um conjunto de cores ou substâncias; como um campo vetorial; ou como uma função mais geral no objeto.) O grupo de isometrias de espaço induz uma ação de grupo em seus objetos, e o grupo de simetria Sym(X) consiste naquelas isometrias que mapeiam X para si mesmo (da mesma forma que mapeiam qualquer outro padrão em si mesmo). Dizemos que X é invariante sob tal mapeamento, e o mapeamento é uma simetria de X.
O que foi descrito acima é às vezes chamado de grupo de simetria completo de X para enfatizar que ele inclui isometrias que invertem a orientação (reflexões, reflexões de deslizamento e rotações impróprias), contanto que essas isometrias mapeiem este X particular para si mesmo. O subgrupo de simetrias que preservam a orientação (translações, rotações e composições delas) é chamado de grupo de simetria próprio. Um objeto é quiral quando não tem simetrias que invertem a orientação, de modo que seu grupo de simetria próprio é igual ao seu grupo de simetria completo.
Qualquer grupo de simetria cujos elementos têm um ponto fixo comum, o que é verdadeiro se o grupo for finito ou a figura for limitada, pode ser representado como um subgrupo do grupo ortogonal O(n) escolhendo a origem como um ponto fixo. O grupo de simetria próprio é então um subgrupo do grupo ortogonal especial SO(n) e é chamado de grupo de rotação da figura.
Em um grupo de simetria discreto, os pontos simétricos a um determinado ponto não se acumulam em direção a um ponto limite. Em outras palavras, cada órbita do grupo (as imagens de um determinado ponto sob todos os elementos do grupo) forma um conjunto discreto. Todos os grupos de simetria finitos são discretos.
Os grupos de simetria discretos são de três tipos: (1) grupos pontuais finitos, que incluem apenas rotações, reflexões, inversões e rotoinversões - isto é, os subgrupos finitos de O(n); (2) grupos de rede infinitos, que incluem apenas translações; e (3) grupos de espaço infinitos contendo elementos de ambos os tipos anteriores, e talvez também transformações extras como deslocamentos helicoidais e reflexões de deslizamento. Existem também grupos de simetria contínua (grupos de Lie), que contêm rotações de ângulos arbitrariamente pequenos ou translações de distâncias arbitrariamente pequenas. Um exemplo é O(3), o grupo de simetria de uma esfera. Os grupos de simetria de objetos euclidianos podem ser completamente classificados como subgrupos do grupo euclidiano E(n) (o grupo de isometrias de Rn).
Duas figuras geométricas têm o mesmo tipo de simetria quando seus grupos de simetria são subgrupos conjugados do grupo euclidiano: isto é, quando os subgrupos H1, H2 são relacionados por H1 = g−1H2g para algum g em E(n) Por exemplo:
- duas figuras 3D têm simetria de espelhamento, mas em relação a diferentes planos de espelhamento.
- duas figuras 3D têm simetria rotacional de ordem 3, mas com relação a eixos diferentes.
- dois padrões 2D têm simetria translacional, cada um em uma direção; os dois vetores de translação têm o mesmo comprimento, mas uma direção diferente.

Nas seções a seguir, consideramos apenas grupos de isometria cujas órbitas são topologicamente fechadas, incluindo todos os grupos de isometria discretos e contínuos. No entanto, isso exclui, por exemplo, o grupo 1D de translações por um número racional; tal figura não fechada não pode ser desenhada com precisão razoável devido aos seus detalhes arbitrariamente finos.

## Uma dimensão
Os grupos de isometria em uma dimensão são:
- o grupo cíclico trivial C1
- os grupos de dois elementos gerados por uma reflexão; eles são isomorfos a C2
- os grupos discretos infinitos gerados por uma translação; eles são isomorfos a Z, o grupo aditivo dos inteiros
- os infinitos grupos discretos gerados por uma tradução e uma reflexão; eles são isomórficos com o grupo diédrico generalizado de Z, Dih ( Z ), também denotado por D ∞ (que é um produto semidireto de Z e C 2 ).
- o grupo gerado por todas as traduções (isomórfico com o grupo aditivo dos números reais R ); este grupo não pode ser o grupo de simetria de uma figura euclidiana, mesmo dotada de um padrão: tal padrão seria homogêneo, portanto, também poderia ser refletido. No entanto, um campo vetorial unidimensional constante tem esse grupo de simetria.
- o grupo gerado por todas as traduções e reflexões em pontos; eles são isomórficos com o grupo diédrico generalizado Dih ( R ).

Ver também grupos de simetria em uma dimensão.

## Duas dimensões
A menos de conjugação, os grupos de pontos discretos no espaço bidimensional são as seguintes classes:
- grupos cíclicos C1, C2, C3, C4, ... em que Cn consiste em todas as rotações em torno de um ponto fixo por múltiplos do ângulo 360°/n
- grupos diedrais D1, D2, D3, D4, ..., em que Dn (de ordem 2n) consiste nas rotações em Cn juntamente com as reflexões em n eixos que passam pelo ponto fixo.

C1 é o grupo trivial que contém apenas a operação identidade, que ocorre quando a figura é assimétrica como, por exemplo, a letra "F". C2 é o grupo de simetria da letra "Z", C3 de um tríscele, C4 de uma suástica e C5, C6, etc. são os grupos de simetria de figuras semelhantes a uma suástica com cinco, seis, etc braços em vez de quatro.
D1 é o grupo de 2 elementos que contém a operação identidade e uma única reflexão, que ocorre quando a figura tem apenas um único eixo de simetria bilateral como, por exemplo, a letra “A”.
D2, que é isomorfo ao grupo Klein 4, é o grupo de simetria de um retângulo não equilátero. Esta figura tem quatro operações de simetria: a operação identidade, um eixo duplo de rotação e dois planos de espelhamento não equivalentes.
D3, D4 etc. são os grupos de simetria dos polígonos regulares.
Dentro de cada um destes tipos de simetria, existem dois graus de liberdade para o centro de rotação e, no caso dos grupos diedrais, mais um para as posições dos espelhos.
Os demais grupos de isometria em duas dimensões com um ponto fixo são:
- o grupo ortogonal especial SO(2) consistindo em todas as rotações em torno de um ponto fixo; também é chamado de grupo do círculo S1, o grupo multiplicativo dos números complexos de valor absoluto 1. É o grupo de simetria próprio de um círculo e o equivalente contínuo de Cn. Não existe uma figura geométrica que tenha como grupo de simetria total o grupo do círculo, mas para um campo vetorial isso pode se aplicar (veja o caso tridimensional abaixo).
- o grupo ortogonal O(2) consistindo em todas as rotações em torno de um ponto fixo e reflexos em qualquer eixo através desse ponto fixo. Este é o grupo de simetria de um círculo. É também chamado de Dih(S1), pois é o grupo diédrico generalizado de S1.

Figuras não limitadas podem ter grupos de isometria que incluem translações; estes são:
- os 7 grupos de frisos
- os 17 grupos de papéis de parede
- para cada um dos grupos de simetria em uma dimensão, a combinação de todas as simetrias nesse grupo em uma direção e o grupo de todas as translações na direção perpendicular
- idem incluindo também reflexos em uma reta na primeira direção.

## Três dimensões
A menos de conjugação, o conjunto de grupos de pontos tridimensionais consiste em 7 séries infinitas e 7 outros grupos individuais. Na cristalografia, são considerados apenas aqueles grupos de pontos que preservam alguma estrutura de reticulado (então suas rotações podem ter apenas ordem 1, 2, 3, 4 ou 6). Essa restrição cristalográfica das famílias infinitas de grupos de pontos gerais resulta em 32 grupos de pontos cristalográficos (27 grupos individuais das 7 séries e 5 dos 7 outros individuais).
Os grupos de simetria contínua com um ponto fixo incluem aqueles de:
- simetria cilíndrica sem um plano de simetria perpendicular ao eixo, isto se aplica, por exemplo, a uma garrafa de cerveja ou um cone.
- simetria cilíndrica com um plano de simetria perpendicular ao eixo
- simetria esférica

Para objetos com padrões de campo escalar, a simetria cilíndrica implica também simetria de reflexão vertical. No entanto, isso não é verdade para padrões de campo vetorial: por exemplo, em coordenadas cilíndricas em relação a algum eixo, o campo vetorial {\displaystyle \mathbf {A} =A_{\rho }{\boldsymbol {\hat {\rho }}}+A_{\phi }{\boldsymbol {\hat {\phi }}}+A_{z}{\boldsymbol {\hat {z}}}} tem simetria cilíndrica em relação ao eixo sempre que {\displaystyle A_{\rho },A_{\phi },} e {\displaystyle A_{z}} tem essa simetria (sem dependência de {\displaystyle \phi }); e tem simetria reflexiva apenas quando {\displaystyle A_{\phi }=0} .
Para a simetria esférica, não existe essa distinção: qualquer objeto com padrão tem planos de simetria de reflexão.
Os grupos de simetria contínua sem um ponto fixo incluem aqueles com um eixo de parafuso, como uma hélice infinita. Ver também subgrupos do grupo Euclidiano .

## Grupos de simetria em geral
Em contextos mais amplos, um grupo de simetria pode ser qualquer tipo de grupo de transformações ou grupo de automorfismos. Cada tipo de estrutura matemática tem aplicações invertíveis que preservam a estrutura. Por outro lado, especificar o grupo de simetria pode definir a estrutura, ou pelo menos esclarecer o significado de congruência ou invariância geométrica; esta é uma forma de encarar o programa de Erlangen.
Por exemplo, objetos em uma geometria não euclidiana hiperbólica têm grupos de simetria fuchsianos, que são os subgrupos discretos do grupo de isometria do plano hiperbólico, preservando a distância hiperbólica em vez da euclidiana (alguns são retratados em desenhos de Escher). Da mesma forma, grupos de automorfismo de geometrias finitas preservam famílias de conjuntos de pontos (subespaços discretos) em vez de subespaços, distâncias ou produtos internos euclidianos. Assim como para as figuras euclidianas, os objetos em qualquer espaço geométrico têm grupos de simetria que são subgrupos das simetrias do espaço ambiente.
Outro exemplo de grupo de simetria é o de um grafo combinatório: uma simetria de um grafo é uma permutação dos vértices que leva arestas a arestas. Qualquer grupo finitamente apresentado é o grupo de simetria de seu grafo de Cayley; o grupo livre é o grupo de simetria de um grafo de árvore infinito.

## Estrutura de grupo em termos de simetrias
O teorema de Cayley afirma que qualquer grupo abstrato é um subgrupo das permutações de algum conjunto X e, portanto, pode ser considerado como o grupo de simetria de X com alguma estrutura extra. Além disso, muitas características abstratas do grupo (definidas puramente em termos da operação do grupo) podem ser interpretadas em termos de simetrias.
Por exemplo, seja G = Sym(X) o grupo de simetria finita de uma figura X em um espaço euclidiano, e seja H ⊂ G um subgrupo. Então H pode ser interpretado como o grupo de simetria de X+, uma versão "decorada" de X. Essa decoração pode ser construída da seguinte forma. Adicione alguns padrões como setas ou cores a X para quebrar toda a simetria, obtendo uma figura X# com Sym(X#) = {1}, o subgrupo trivial; isto é, gX# ≠ X# para todos os g ∈ G não triviais. Agora temos:
{\displaystyle X^{+}\ =\ \bigcup _{h\in H}hX^{\#}\quad {\text{satisfies}}\quad H=\mathrm {Sym} (X^{+}).}
Os subgrupos normais também podem ser caracterizados nesta estrutura. O grupo de simetria da translação gX+ é o subgrupo conjugado gHg−1. Assim, H é normal sempre que:
{\displaystyle \mathrm {Sym} (gX^{+})=\mathrm {Sym} (X^{+})\ \ {\text{for all}}\ g\in G;}
isto é, sempre que a decoração de X+ pode ser desenhada em qualquer orientação, com respeito a qualquer lado ou característica de X, e ainda produzir o mesmo grupo de simetria gHg−1 = H.
Como exemplo, considere o grupo diedral G = D3 = Sym(X), em que X é um triângulo equilátero. Podemos decorar isso com uma flecha em uma das pontas, obtendo uma figura assimétrica X#. Supondo que τ ∈ G seja o reflexo da aresta com seta, a figura composta X+ = X# ∪ τX# tem uma seta bidirecional nessa aresta e seu grupo de simetria é H = {1, τ}. Este subgrupo não é normal, pois gX+ pode ter a seta dupla em uma borda diferente, dando um grupo de simetria de reflexão diferente.
No entanto, sendo H = {1, ρ, ρ2 } ⊂ D3 o subgrupo cíclico gerado por uma rotação, a figura decorada X+ consiste em um ciclo de 3 flechas com orientação consistente. Então H é normal, visto que desenhar tal ciclo com qualquer orientação produz o mesmo grupo de simetria H.

## Leitura complementar
- Burns, G.; Glazer, A. M. (1990). Space Groups for Scientists and Engineers 2nd ed. Boston: Academic Press, Inc. ISBN 0-12-145761-3
- Clegg, W (1998). Crystal Structure Determination (Oxford Chemistry Primer). Oxford: Oxford University Press. ISBN 0-19-855901-1
- O'Keeffe, M.; Hyde, B. G. (1996). Crystal Structures; I. Patterns and Symmetry. Washington, DC: Mineralogical Society of America, Monograph Series. ISBN 0-939950-40-5
- Miller, Willard Jr. (1972). Symmetry Groups and Their Applications. New York: Academic Press. OCLC 589081. Consultado em 28 de setembro de 2009. Cópia arquivada em 17 de fevereiro de 2010